# Metopius citratus
Metopius citratus är en stekelart som först beskrevs av Geoffroy 1785.  I den svenska databasen Dyntaxa används istället namnet Metopius dissectorius. Metopius citratus ingår i släktet Metopius och familjen brokparasitsteklar. Arten är reproducerande i Sverige.

## Underarter
Arten delas in i följande underarter:
- M. c. minutus
- M. c. taiwanensis
- M. c. lar
- M. c. pieli
- M. c. trifasciatus